# Nordica (azienda)
Nordica è un'azienda italiana produttrice di prodotti per gli sport invernali , focalizzata sullo sci . Con sede a Giavera del Montello, Nordica è attualmente una divisione del Gruppo Tecnica, dopo che questa società l'ha acquisita da Benetton nel 2003.
L'attuale gamma di prodotti include sci, scarponi, bastoncini e accessori come abbigliamento sportivo, guanti e borse.

## Storia
Nel 1939, dopo anni di esperienza come commercianti di pelli, i fratelli Adriano e Oddone Vaccari fondano “Nordica” a Montebelluna, producendo calzature casual. Negli anni del dopoguerra Nordica si specializza negli scarponi da sci, pur continuando a rifornire il mercato con scarpe da sci di fondo e scarponi da arrampicata. Il lavoro era ancora stagionale e l'attrezzatura era manuale.
Nel 1950 lo sciatore italiano Zeno Colò diede il nome ad uno scarpone da sci Nordica e ad una rivoluzionaria fodera disegnata da Colmar. Zeno è diventato Campione del Mondo con Nordica sia nella discesa libera che nello slalom gigante dei Campionati del Mondo 1950 ad Aspen, Colorado e ha dato il nome ad uno scarpone da sci realizzato dall'azienda di Trevignano.
Gli anni '60 vedono trasformazioni radicali: il 1963 segna l'introduzione della fibbia, un sistema di chiusura ideato in Austria e applicato per la prima volta in Italia da Nordica. La grande novità di quell'anno, però, fu lo scarpone da sci interamente in poliuretano, con stampi specifici per lo stivale destro e per il sinistro, e presse ad iniezione.
Il 1968 è un anno cruciale per le scelte tecniche dell'azienda: la tomaia in pelle dei modelli tradizionali viene plastificata esternamente con poliuretano o pvc e il polsino rialzato.
Nordica costituisce la sua prima filiale negli Stati Uniti, frutto di un accordo tra Nordica e Rossignol. Altre filiali sono state aperte in Austria, Giappone, Svizzera, Francia e Germania . Nel 1989, il Gruppo Benetton ha acquistato Nordica per 103 milioni di euro. Al momento dell'acquisizione, Nordica registrava un fatturato di 193 milioni di euro (1,7 milioni di paia di scarponi).
Nel 2003 il marchio Nordica è stato nuovamente acquistato dal Gruppo Tecnica, dopo che le vendite sono scese a 84 milioni di euro su 730.000 paia di scarponi più 100.000 paia di sci. La nuova strategia aziendale si è rivolta al settore sci con particolare attenzione ai prodotti racing e al settore agonistico.
Nel 2006 Nordica presenta XBI, un sistema di miglioramento dell'equilibrio completamente integrato.